# Загайський Богдан Володимирович
Загайський Богдан Володимирович — (нар. 16 липня 1957, с. Черниця) — український письменник, журналіст. Член НСЖУ з 1980 р. Заслужений журналіст України (1999).

## Біографія
Народився 16 липня 1957 р. у селі Черниця Миколаївського району Львівської області. У 1979 р. закінчив факультет журналістики ордена Леніна Львівського державного університету ім. Івана Франка. Працював кореспондентом, завідувачем відділу Чернівецької обласної газети «Молодий буковинець», з 1987 р. — головний редактор. Впродовж 1996—2002 рр. — головний редактор «Буковинського журналу».

## Творчість
Письменник є автором книги художніх творів «Вдома» (Київ, 1986) та багатьох публікацій в місцевій пресі. Друкувався в альманахах «Дзвінке перевесло» («Карпати»), «Вітрила» («Молодь»).

## Відзнаки
За книгу «Вдома» та публіцистичні матеріали нагороджений премією обласної комсомольської організації імені Героя Радянського Союзу Кузьми Галкіна в галузі літератури і мистецтва (1986).